# Burgstall Külsheim
Der Burgstall Külsheim, auch Schloss Külsheim genannt, ist eine abgegangene mittelalterliche Burganlage in Külsheim, einem heutigen Gemeindeteil von Bad Windsheim im Landkreis Neustadt an der Aisch-Bad Windsheim in Bayern.
Die Burg wurde auf den Resten einer ehemaligen keltischen Fliehburg errichtet, vermutlich eine Wallanlage aus der Zeit etwa 450 v. Chr. Die Burg war Sitz der Ritter von Külsheim, einem gegen Ende des 10. Jahrhunderts angesehenen Geschlechts, die Lehensleute der Herren von Hohenlohe waren. 1348 bis 1350 wird ein Friedrich Esel, Ritter zu Külsheim genannt. 1381 wurde die Burg durch Truppen der Reichsstadt Windsheim wegen Raubrittertums zerstört als sich das Volk gegen den Adel auflehnte. Um 1413 waren die Ritter von Külsheim ausgestorben. Im 19. Jahrhundert wurde die Burgstelle mit einem Haus überbaut, das Schlösschen genannt wird.